# Su-39 (航空機)
Su-39/Су-39
Su-39
- 用途：攻撃機
- 設計者： スホーイ設計局
- 製造者： ウラン・ウデ航空工場（ロシア語版）
- 運用者： ロシア
- 初飛行：1991年2月4日（T-8TM-1）[1]
- 生産数：4機[1]
- 生産開始：1995年[1]
- 運用状況：現役
- 原型機：Su-25T

Su-39（ロシア語: Су-39）は、Su-25の発展型の一つである。工場名称であるT8TMからSu-25TM（Су-25ТМ）と呼称されるほか、ストライクシールド (英語: STRIKE SHIELD) と呼ばれていたこともあった。

## 開発

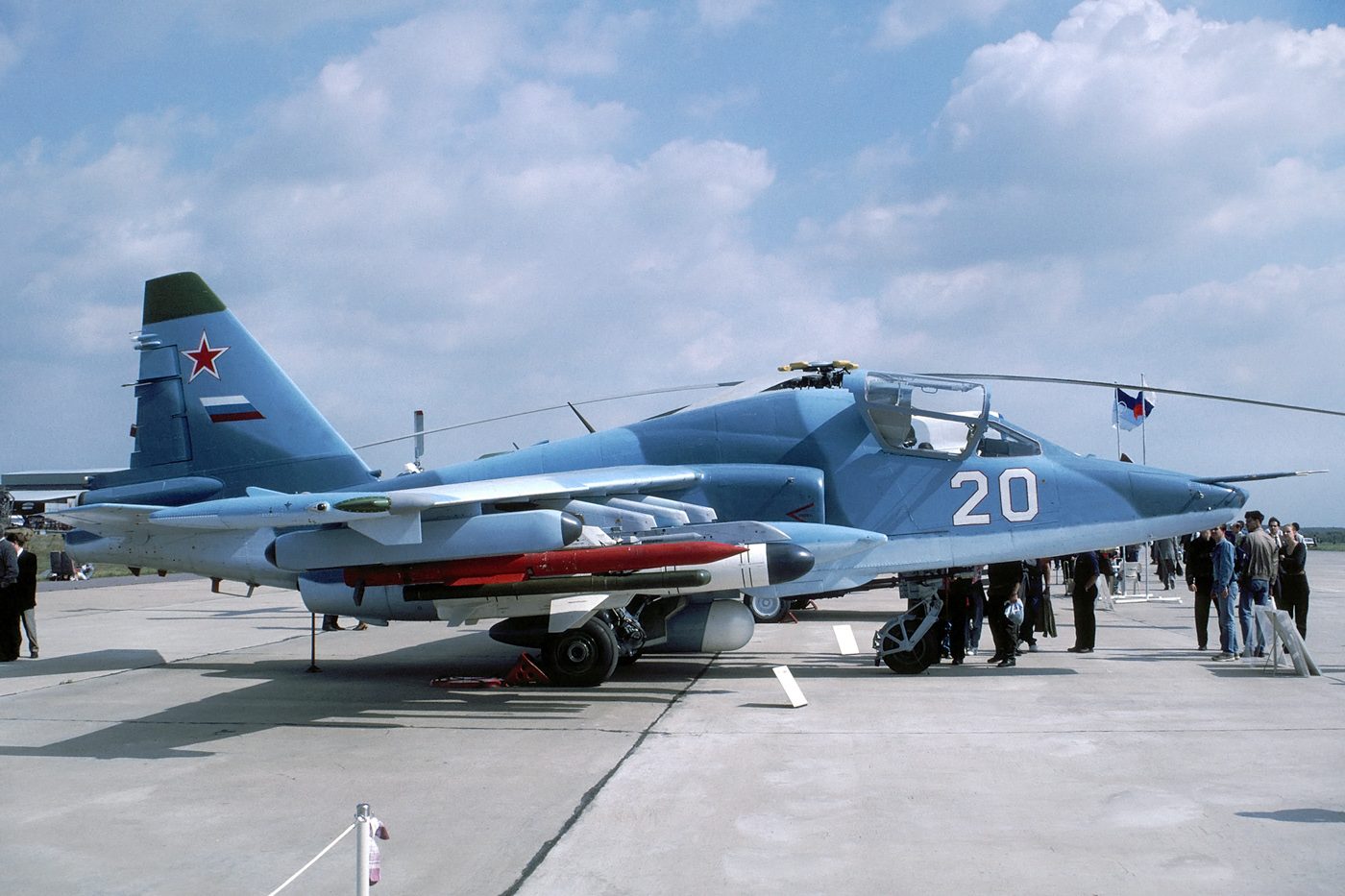
最初の量産機であるT8TM-3

1986年1月、ソ連軍事産業委員会の決定により、Su-25Tをベースとした全天候型（Su-25TM、工場コードT-8TM）の開発作業を開始した。Su-25TMはレーニネツ製のキンジャールミリ波レーダーポッドとTskb Geofizika製のコホットFLIRポッドを含む洗練された洗練された照準システムを特徴としていた。
1990年代初頭には、2機のSu-25T（T8M-1、T8M-4）がそれぞれT8TM-1とT8TM-2に改造された。試作1号機であるT8TM-1はスホーイのテストパイロットであるアナトリー・イワノフの手によって1991年2月4日に初飛行した。T8TM-1とT8TM-2はそれぞれTM用の新装備の試験に用いられ、T8TM-1はコホットFLIRポッドと新しい電子戦システム、T8TM-2はキンジャール（短剣の意味）ミリ波レーダーポッドとシクヴァルMの試験を実施した。また同時に改良されたSUO-39P火器管制システムの作業も進められた。試験の結果コホッドとキンジャールは性能と信頼性が期待されたよりも低いことが判明したことからそれらの代わりとしてファゾトロン-NIIR製のコピヨーレーダーポッドの搭載が決定された。
1993年には、ウラン・ウデ航空機工場でのSu-25TM量産に向けた準備が開始された。
1994年にはT8TM-2がコピヨー25ポッドのダミーを装備し、翌年に開催されたMAKS-1995で展示された。8月15日には最初の量産機であるT8TM-3が初飛行を実施した。1996年にはSu-39の制式名称が与えられ、1998年3月25日にはT8TM-4が初飛行した。T8TM-3がコピヨー25レーダーポッドの空力試験に用いられる一方、SIO-1レーダー警報受信機とMSP-410ジャミングポッドを備えた完全な自己防御スイートとコピヨー25を含むSUO-39P火器管制システムを装備していたT8TM-4は1998年10月21日よりSUO-39P火器管制システム、1999年からはコピヨー25の飛行試験を開始している。
2002年半ばには、Su-25TMは120ソーティの試験を消化していたが開発の完了には600ソーティの試験が必要であった。
その後高価であることなどから2機以降の生産は行われず、ロシア空軍はSu-25TおよびTMのために開発された技術などを既存のSu-25にバックフィットした改修機Su-25SMの調達にシフトした。2008年には再調達が検討されたが 実現せず、最終的にSu-25SMを含めてSu-34の派生機により更新されることとなった。

## 設計

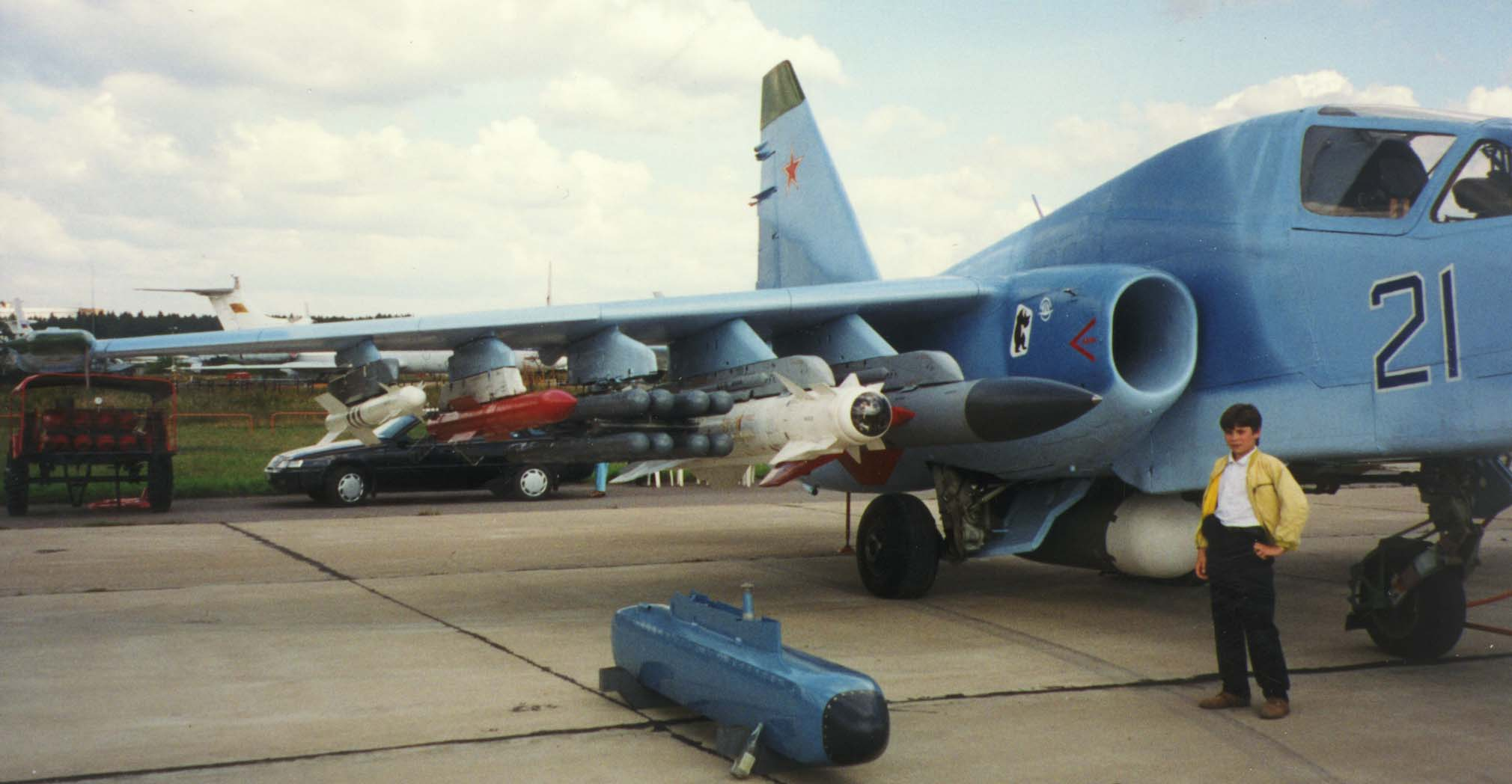
右よりKh-58U、Kh-29T、9K121、R-77、R-73を翼下に搭載しているのが確認できる。前方にはMSP-410が置かれている

機体構造はSu-25Tを踏襲しており同じであるがアビオニクスシステムがいくつか変更されている。最大の特徴がN027コピヨー25（コピヨーは槍の意味）レーダーポッドを搭載したことである。コピヨーは空中目標（RCS 5m2）をルックダウン時かつ前方からの追跡時で70km、ルックダウン時かつ後方からの追跡時で35km、海上目標（RCS 300m2）を75km、装甲車列を25-30kmから探知でき、10目標を同時に追尾して内2目標を同時に攻撃することが可能である。
航法・射撃管制システムにはSu-25TのSUV-25Tボスホートの改良型であるSUV-25TMボスホートを搭載している。これは、A-737航法装置とI-251M シクヴァルMを含んでいる。A-737はGPSとGLONASSを使用した衛星航法に対応しており、最大15mの位置精度で自動での目標捕捉を可能とする。シクヴァルMはSu-25TMが搭載する航法装置やレーダーによりスキャンモードで自動検索を可能としたほか、地上の脅威を探知できクラスノポール レーザー誘導砲弾の照準を行うこともできる。
武装面では、レーダーの搭載によりR-77とR-27R/ER、Kh-31A、Kh-35Uの運用が可能となった ほか、アクティブ電子妨害ポッドとしてガデルーニャ-1FUを発展させてデジタル無線周波数メモリ（DRFM）技術を適応したMSP-410"オムリ"を装備する。MSP-410は敵レーダーの周波数を解析して同周波数の電波を発信することで、自機位置の欺瞞を行うディセプション・ジャミングが可能である。

## 運用
ロシア空軍が4機すべてを運用している。1998年にポーランドにライセンス生産を提案したが、実現しなかった。

## 仕様
出典: ウラン・ウデ、ロソボロネクスポルト、И.Бедретдинов «Су-25»
諸元
- 乗員: 1名
- ペイロード: 4,000kg
- 全長: 15.33m（ピトー管を含む）
- 全高: 5.2m
- 翼幅: 14,36m
- 翼面積: 30.1m2
- 空虚重量: 10,740kg
- 運用時重量: 16,990kg
- 最大離陸重量: 20,500kg
- 動力: ソユーズ R-195-300 ターボジェット、42,2kN （4,300kg）  × 2
- 燃料搭載重量：3,840kg

性能
- 最大速度: 950km/h
- 失速速度: 175km/h
- フェリー飛行時航続距離: 2,500km
- 実用上昇限度: 10,000m
- 離陸滑走距離: 750/680m（土/コンクリート）
- 着陸滑走距離: 750/650m（土/コンクリート）
- 翼面荷重: 714 kg/m2
- 荷重
  - 通常の戦闘負荷で+6.5/-2G
  - 最大戦闘負荷で+5,2G

### アビオニクス
火器管制
- コピヨー25レーダーポッド
- シクヴァルM照準システム
- マーキュリー夜間照準ポッド
- ファンタマスゴリア電子情報収集ポッド
- ヴェルガ電子情報収集ポッド

イルキッシュ統合電子戦システム
- L-150 パステル-K（SPO-32）（ロシア語版） レーダー警報受信機
- MSP-410 オムリアクティブ電子妨害装置
- UV-26 チャフ・フレア・ディスペンサー（192発装填可能）
- L166SI スクホグルース赤外線パルスジャマー

### 武装
11個のハードポイントに4,000kgまでの兵装を搭載可能。
固定武装
- GSh-30-2（装弾数 200発）

空対空ミサイル
- R-77
- R-27R/ER
- R-73

空対地ミサイル
- Kh-25
- Kh-29

対レーダーミサイル
- Kh-58
- Kh-31P

対戦車ミサイル
- 9K121（英語版）

対艦ミサイル
- Kh-31A
- Kh-35U

無誘導ロケット弾
- S-8
- S-13
- S-25

爆弾
- FAB-250
- FAB-500
- KAB-500Kr
- KMGU-2

機関砲コンテナ
- SPPU-22
- SPPU-687